# تپه قارا دره کندیری
تپه قارا دره کندیری مربوط به دوران‌های تاریخی پس از اسلام است و در شهرستان بوئین‌زهرا، بخش آوج، روستای اسماعیل‌آباد واقع شده و این اثر در تاریخ ۲۵ اسفند ۱۳۸۰ با شمارهٔ ثبت ۵۶۸۹ به‌عنوان یکی از آثار ملی ایران به ثبت رسیده است.